# Pristimantis floridus
Espèce
Synonymes
- Eleutherodactylus floridus Lynch & Duellman, 1997

Statut de conservation UICN

 VU B1ab(iii) : Vulnérable
Pristimantis floridus est une espèce d'amphibiens de la famille des Craugastoridae.

## Distribution
Cette espèce est endémique du versant Ouest de la cordillère Occidentale en Équateur. Elle se rencontre dans les provinces de Pichincha, d'Imbabura et de Cotopaxi entre 700 et 2 000 m d'altitude.

## Description
Les mâles mesurent de 17,4 à 18,3 mm et les femelles de 23,3 à 26,7 mm.

## Étymologie
Cette espèce est nommée en l'honneur de Glen Flores.

## Publication originale
- Lynch & Duellman, 1997 : Frogs of the genus Eleutherodactylus (Leptodactylidae) in western Ecuador: systematics, ecology, and biogeography. Special Publication, Natural History Museum, University of Kansas, vol. 23, p. 1-236 (texte intégral).